# 라파치니의 딸
라파치니의 딸(Rappaccini's Daughter)은 너새니얼 호손이 쓴 단편 소설로 1844년 12월에 <미국 잡지와 민주주의 리뷰>에 출판되었다.

## 주요 내용
파듀아에서 의학 연구원인 지아코모 라파치니는 독성이 있는 식물을 재배 중이었다. 그의 딸이 그 식물을 재배하게 되었는데, 그녀는 그 독에 면역이 생겨서 죽지는 않지만, 다른 사람들에게 독을 전염시키는 원인이 된다.

## 해석
이 이야기는 창세기의 아담과 하와와 유사하다. 라파치니 박사는 신을 나타내고 베아트리체(딸)과 지오바니는 아담과 하와를 상징한다.  베아트리체가 아담을 상징하는 것은 아담이 선악과를 먹음으로 에덴동산으로부터 추방된 뒤, 원죄가 등장하게 됨을 뜻한다.